# High Voltage – Tödliche Bande
High Voltage – Tödliche Bande (Originaltitel: High Voltage) ist ein Actionfilm des Regisseurs Isaac Florentine aus dem Jahr 1997. Es handelt sich um eine Direct-to-Video-Produktion. In den wichtigsten Rollen sind Antonio Sabato Jr., Shannon Lee, Billy Zabka, Lochlyn Munro und Amy Smart zu sehen.

## Handlung
Johnny überfällt mit einigen Freunden eine kleine Bank. Während des Überfalls stellt sich jedoch heraus, dass diese von der Mafia zur Geldwäsche verwendet wird, woraufhin die Bande ohne Beute flieht. Trotzdem schickt der Mafiosi Phan seine Männer aus, die erfolglos versuchen, Johnny und die anderen zu töten. Die Bande versteckt sich daraufhin bei einem Bekannten namens Bulldog.
Nun verbündet sich Johnny mit Phans Geliebter, Jane, die sich von dem Mafioso trennen will, was dieser aber nicht zulässt. Die Freunde überfallen Phans Club, rauben dessen Geld, scheitern aber bei dem Versuch, den Mafiosi zu töten. Auf ihrer Flucht nehmen sie Jane mit. Sam und Molly, Mitglieder von Johnnys Bande, sind ein Paar: Nachdem Sam bei einer Konfrontation in einer Bar erschossen wird, zwingt Johnny einen Priester, Molly mit dem toten Sam zu verheiraten.
Die Bande zieht sich in ein heruntergekommenes Landhotel zurück, das von Carlo geleitet wird, einem Freund von Johnnys Vater. Zwischen Johnny und Jane entwickelt sich eine Romanze. Nachdem Phan von Larry, einem weiteren Mitglied der Bande, den Aufenthaltsort von Johnny und seinen Freunden erfahren hat, begibt sich der Mafioso mit seinen Männern zum Hotel. Larrys scheinbarer Verrat dient jedoch nur dazu, Phan in eine Falle zu locken.
Im Hotel trifft nun auch Bulldog ein, der sich von seiner Freundin Tammy hat überzeugen lassen, dass ihm Johnny den gerechten Anteil an der Beute verweigert hat. Im Zweikampf wird Bulldog von Johnny erstochen. Larry und Molly müssen sich mit Phans Männern auseinandersetzen, Jane mit dem Mafiosi selbst. Phan versucht Jane zu erwürgen, wird jedoch von Johnny erschossen.

## Rezeption
„Routiniert inszenierter Actionfilm mit soliden Stunts, der sich an einschlägigen Vorbildern orientiert. Dem Drehbuch kommt in erster Linie die Aufgabe zu, die zahlreichen Actionszenen zu verbinden, außerhalb derer die Darsteller meist hölzern agieren.“